# Cerdistus ruficoxatus
Cerdistus ruficoxatus là một loài ruồi trong họ Asilidae. Cerdistus ruficoxatus được Macquart miêu tả năm 1850.